# La Valle, Wisconsin
La Valle là một làng thuộc quận Sauk, tiểu bang Wisconsin, Hoa Kỳ. Năm 2006, dân số của làng này là 326 người.